# Teorema del virial
En mecànica, el teorema del virial és una equació general que relaciona l'energia cinètica total mitjana {\displaystyle \left\langle T\right\rangle } d'un sistema amb la seva energia potencial mitjana {\displaystyle \left\langle V\right\rangle }. El teorema estableix que, en un sistema estable d'objectes units mútuament per la força de la gravetat, l'energia cinètica total dels seus components és igual a la meitat de la seva energia potencial. En el cas d'un sistema de N partícules, l'expressió matemàtica del teorema del virial és:

{\displaystyle \left\langle T\right\rangle =-{\frac {1}{2}}\sum _{k=1}^{N}\left\langle \mathbf {F} _{k}\cdot \mathbf {r} _{k}\right\rangle },

on ⟨⟩ indica la mitjana temporal del producte Fk·rk, on Fk representa la força que actua sobre la k-èsima partícula ubicada a la posició rk.
La paraula "virial" té l'origen en vis, la paraula llatina per 'força' o 'energia', i Clausius el 1870 li va donar la seva accepció tècnica.

## Aplicacions
El teorema del virial permet calcular l'energia cinètica total mitjana encara per a sistemes molt complexos en els quals és molt difícil obtenir una solució exacta, com ara els relacionats en mecànica estadística; aquesta energia cinètica total mitjana es relaciona amb la temperatura del sistema mitjançant el teorema d'equipartició. Un exemple de les seves moltes aplicacions és l'ús del teorema del virial per a calcular el límit de Chandrasekhar per a l'estabilitat de les estrelles nanes blanques.
Si la força entre dues partícules qualssevol del sistema és produïda per una energia potencial V(r) = arn que és proporcional a alguna potència n de la distància r entre si, el teorema del virial adopta la forma:

{\displaystyle 2\langle T\rangle =n\langle V\rangle }.

En termodinàmica, el teorema del virial ens permet escriure un model que s'aproximi a un gas real, que es trobi en la natura. Per això, s'usa un desenvolupament en potències d'1/v, i s'obté (en magnituds molars):

{\displaystyle {\frac {Pv}{RT}}=1+{\frac {B(T)}{v}}+{\frac {C(T)}{v^{2}}}+...}

on B(T), C(T)... són el segon coeficient del virial, tercer coeficient del virial respectivament. A aquest desenvolupament, també se'l coneix amb el nom de desenvolupament de Kammerlingh Onnes. Com a exemple, el gas de van der Waals es pot escriure usant el desenvolupament de Kammerlingh Onnes com (de nou, en magnituds molars):

{\displaystyle {\frac {Pv}{RT}}=1+{\frac {b-{\frac {a}{RT}}}{v}}+\left({\frac {b}{v}}\right)^{2}+\left({\frac {b}{v}}\right)^{3}+...}

## Demostració
Emprant el formalisme lagrangià definim la magnitud següent:

{\displaystyle S=\sum _{i}\mathbf {p} _{i}\cdot \mathbf {r} _{i}}

sent {\displaystyle \mathbf {r} _{i}} les coordenades generalitzades i

{\displaystyle \mathbf {p} _{i}={\frac {\partial L}{\partial {\dot {\mathbf {r} }}_{i}}}}

 els moments generalitzats.
A continuació calculem:

{\displaystyle \langle {\dot {S}}\rangle =\lim _{t\to \infty }{\frac {1}{t}}\sum _{i}\int _{0}^{t}{\frac {d}{dt'}}(\mathbf {p} _{i}\cdot \mathbf {r} _{i})\cdot dt'=\lim _{t\to \infty }{\frac {1}{t}}\sum _{i}\mathbf {p} _{i}\cdot \mathbf {r} _{i}}

Suposant que, en el sistema donat, les coordenades i moments generalitzats estan tancats, concloem que:

{\displaystyle \langle {\dot {S}}\rangle =\sum _{i}\langle {\dot {\mathbf {p} }}_{i}\cdot \mathbf {r} _{i}\rangle +\sum _{i}\langle {\mathbf {p} }_{i}\cdot {\dot {\mathbf {r} }}_{i}\rangle =0}

A més, ja que:

{\displaystyle \sum _{i}\mathbf {p} _{i}\cdot {\dot {\mathbf {r} }}_{i}=2T\quad ;\quad {\dot {\mathbf {p} }}_{i}=\mathbf {F} _{i}}

Obtenim finalment:

{\displaystyle \langle T\rangle =-{\frac {1}{2}}\sum _{i}\langle \mathbf {F} _{i}\cdot \mathbf {r} _{i}\rangle }